# 布朗布蘭奇 (密蘇里州)
布朗布蘭奇（英語：Brownbranch）是位於美國密蘇里州托尼縣的非建制地區。

## 歷史
布朗布蘭奇的郵局於1875年設立，其後於1895年停運。

## 地理
布朗布蘭奇所處的海拔為高於海平面276米（即906英呎），而該地所採用的時區為UTC-6，即北美中部時區（CST）。同時該地設有夏令時間，為UTC-6調快一小時，即UTC-5（CDT）。